# 进士
进士原是科舉的科目之一。中國古代科舉制度中，通過最後一級中央朝廷考試者，稱為進士。到了元朝以後，惟存進士一科，遂成為科舉功名的最高等級。民间又称考中进士为“金榜题名”。

## 历史
隋煬帝於大業元年（605年）首次開的進士科，為科舉的開始。
隋、唐時，「進士科」和「明經科」都算是考試科別：明經科考經學和時務策；進士科除考經學和時務策以外，還要“加考詩賦”。武后為了與唐朝宗室、善考明經的士族抗衡，特別重視進士科的地位，以選拔賢才。唐武宗下诏，凡进士及第者称为“衣冠户”，其家享受轻税免役之权，成为一种殊荣。宋真宗时，尚有衣冠户之名，後來由“官户”所取代。
唐朝科舉，進士科最難，明經科較易，唐人有諺云：“三十老明經，五十少進士。”意思是說，三十歲考上明經科，已算是年老，因為明經科較易，而五十歲登進士第，已經很年輕了。一般進士百人中取一二人，明經十人中取一二人。韓愈稱進士考試，到最后錄取時，“有終身不得與者焉”，一旦得第時，“班白之老半焉”。依據清徐松《登科記考》記載，孟郊於貞元十二年（西元796年）登進士第，時四十六歲。從他的〈登科後〉一詩來看，登科的喜事幾乎把幾十年為仕途的努力和艱辛都一掃而空。 
進士科是常科，考取又最難，一般每次只取二、三十人，僅是明經科的十分之一，故此最為尊貴，地位亦成為各科之首。時人稱進士及第者为「白衣公卿」。
在唐朝，進士考試可以在考前公開推舉，稱作「通榜」。因此凡是應進士舉的人，常常將自己的作品送給朝中有文學聲望的人看，希望通過他們宣揚自己的名譽，甚至推薦給主考官，這就是「溫卷」。而二者之間的關係稱為「知己」。在唐朝，進士及第後，要到吏部進行關試，才能得到官職。
宋代以前，進士只需要通過在尚書省舉行的省試。自宋以後，進士一律要經過由皇帝主持的「殿試」一關覆核和決定名次。宋仁宗時，曾有一名考生張元因通過省試，但在殿試被黜落，憤而投奔西夏。自此以後殿試都只定名次，而不會黜落考生。
宋朝的科舉制度，一開始，也分為進士、明經、諸科等。直到宋神宗時，王安石變法，廢明經、諸科，只用進士科一科取士。
元朝正式僅存進士一科。明朝、清朝繼承，亦只有進士一科取士。自此，通過最後一級考試者，稱為進士。
在明朝和清朝，殿試封录取考生为三等称三甲。一甲僅錄取三人，依次为状元、榜眼、探花，称进士及第，在於「史」的意味。二甲若干（清朝時一般為40或50人），称进士出身，在於“子”的意味。二甲第一名稱為傳臚，又稱亞元。三甲（清朝时一般为100至300人）称同进士出身，在於“集”的意味。世人统称录取者为进士。
雍正朝创立明通榜，并在乾隆朝推行。明通榜从会试落选者中挑选文理明通者另出一榜，称“明通进士”。
進士是功名的盡頭，就算是對名次不滿意，亦不可以重考（越南科舉並無此限制），中國歷史上只有武進士馬全考中探花後改名重考武舉，並中武狀元。而民間對各類名次的進士習慣皆以“狀元郎”稱呼之。

## 日本
日本在奈良時代模仿中國唐代制度，由式部省實行的次於秀才、明經的第三等官吏考試制度，亦稱進士試。
因為比秀才叙位低，問題又難，所以考進士的人並不多。平安時代貞觀年間廢除進士制度，後遂成為漢文考試選拔紀傳道的学生文章生之別称。